# スティーブン・ジャクソン
スティーブン・ジェシー・ジャクソン（Stephen Jesse Jackson, 1978年4月5日 - ）はアメリカ合衆国テキサス州ポートアーサー出身の元プロバスケットボール選手。ポジションはシューティングガードとスモールフォワード。身長203cm、体重98.9kg。
NBAの7チームでプレーし、2003年には、サンアントニオ・スパーズの主力選手としてNBAチャンピオンを経験した。

## 経歴

### NBA以前
ポートアーサーで生まれ育ったジャクソンは、地元リンカーン高校に入学。その後、バージニア州に所在するバスケットボールの名門校オークヒル高校に転校した。
1997年のNBAドラフトではフェニックス・サンズから指名（全体43位）を受けたが、開幕ロースターに残れることができなかった。結局、その年は独立リーグCBAのラクロス・ボブキャッツから指名（全体21位）を受けて入団。しかし12月には解雇されてしまう。ボブキャッツには翌年も入団を果たすが、またしても短期間で解雇されてしまった（ちなみにボブキャッツは2001年に破産を申し立てて消滅）。
1999年はベネズエラのマリノス・デ・オリエンテでプレイし、その後、CBAのフォートウェイン・フューリーとも契約したが12月には解雇された（フューリーもまた、現在は消滅）。また、この年の10月にはNBAのバンクーバー・グリズリーズ（現メンフィス・グリズリーズ）と契約を交わしているが開幕前に解雇されている。
2000年にはベネズエラとドミニカ共和国の複数のチームでもプレイした。

### NBA
2000年10月、ジャクソンはニュージャージー・ネッツと契約。事実上、この契約がNBAデビューとなる。先発出場も果たすなど、新人としてのジャクソンは上々の成績を残した。またルーキーオールスターにも出場した。
FAとなった翌年はサンアントニオ・スパーズへ移籍。この年はわずか23試合の出場に留まってしまう。ジャクソンの才能が発揮され、周囲の注目を集めるようになったのは2002-03シーズンである。出場時間が急増し、平均得点も上昇。スパーズのリーグ優勝に貢献し、FA直前でもあったために、ジャクソンの市場価値が高くなった。
2003-04シーズンは成績低迷で苦しんでいたアトランタ・ホークスと契約。ジェイソン・テリーと共にチームの主力選手として活躍した。ジャクソン自身も平均得点など、各成績は軒並み前年までを上回ってキャリアハイを記録するなどした。しかしながらチーム成績は前年を下回ってしまい、アル・ハリントンとのサイン・アンド・トレード交換でインディアナ・ペイサーズに移籍した。
2004-05シーズンはジャクソンにとってバスケットボール人生の転機となったシーズンと表現しても過言ではない。乱闘劇を演じた末に、30試合の出場停止を命じられてしまったからだ（下記「コート内外での騒動」参照）。その後ジャクソンは51試合の出場で前年並みの好成績を残したが、ファンのジャクンへ対する評価は高いものではなかった。
2005-06シーズンはタフな身体を生かして81試合に出場し、プレイオフ出場の原動力にもなった。前年の悪いイメージも払拭されつつあった。
2006-07シーズンは前年をやや下回る程度の成績だったが、シーズン途中の1月17日、トレードによりマイク・ダンリービー、トロイ・マーフィー、アイク・ディオグ、キース・マクリオドと交換で、アル・ハリントン、シャルーナス・ヤシケヴィチュス、ジョシュ・パウエルと共にゴールデンステート・ウォリアーズへ移籍した。ドン・ネルソン率いる攻撃的なチームカラーのウォリアーズにジャクソンは上手くフィットし、トレードで戦力を向上させたウォリアーズは実に13シーズンぶりのプレイオフ進出を果たした。そしてプレイオフ1回戦にて、このシーズン67勝をあげたダラス・マーベリックスと対戦する。この大一番でもジャクソンはテクニカルファウルによる退場を受けるなどして、ネルソンから批判を受けることもあったが、プレイでは大黒柱のバロン・デイビスに勝るとも劣らない働きを見せた。ディフェンスでは自身よりも一回りも大きいダーク・ノヴィツキーとマッチアップ。シーズンMVPであるマブスのエースをフィールドゴール成功率38%に抑え込んだ。得点でもシリーズ平均22.8得点と活躍し、ウォリアーズはついに4勝2敗でシリーズを制し、歴史的なアップセットを果たした。
2009-10シーズン序盤にエイシー・ローと共に2対2のトレードでシャーロット・ボブキャッツへ移籍した（ボブキャッツからは、ラジャ・ベルとウラジミール・ラドマノビッチが移籍）。独力でシュートチャンスを作り、スコアを重ねるプレースタイルは、ボブキャッツの他の選手にはないスキルであり攻撃に厚みが生まれ、チームのプレーオフ初進出に大きく貢献した。
2011年のNBAドラフト開催日、サクラメント・キングス、ミルウォーキー・バックス、シャーロット・ボブキャッツの３チーム間トレードによりミルウォーキー・バックスへ移籍した。
しかし、ヘッドコーチのスコット・スカイルズと対立し、2011-12シーズン途中のトレードデッドライン直前に、バックスからアンドリュー・ボーガットとともに、モンタ・エリス、エクペ・ウドー、クワミ・ブラウンとの交換で、ゴールデンステート・ウォリアーズへ放出された。更にその直後、リチャード・ジェファーソン、引退を表明していたT・J・フォードとの契約権 (フォードは即解雇)、2012年のドラフト1巡目指名権と交換で、古巣であるサンアントニオ・スパーズに移籍したが、2012-2013シーズン終了直前に、グレッグ・ポポヴィッチヘッドコーチの望むプレースタイルに同意できず解雇された。
2013-2014シーズンは、シーズン途中にロサンゼルス・クリッパーズに加入したものの即解雇された。

### 引退
2015年7月22日、引退を表明した。

## プレースタイル
シューティングガードとスモールフォワードを兼任できるスウィングマンである。アウトサイドからの攻撃が得意で、シューターとしても知られる。特に近年は3Pシュートの成功数が100本を超えることが多い。またスティールも得意としている。下記のエピソードを反映した自由奔放なプレーを好み､チームオフェンスを無視したスリーポイント、ドライブインを得意とし､ダンクシュート誌は「日本の部活では教えてくれないプレースタイル」と表現した。特にテクニカルファウルも非常に多く、感情的に走りやすいところがあり、所属したチームでは必ずヘッドコーチと対立するなど、精神面で成長することが出来なかったことで、ジャーニーマンでしかなかったといえる。

## NBA個人成績

### レギュラーシーズン
| シーズン | チーム | GP  | GS  | MPG  | FG%  | 3P%  | FT%  | RPG | APG | SPG | BPG | PPG  |
| -------- | ------ | --- | --- | ---- | ---- | ---- | ---- | --- | --- | --- | --- | ---- |
| 2000–01  | NJN    | 77  | 40  | 21.6 | .425 | .335 | .719 | 2.7 | 1.8 | 1.1 | .2  | 8.2  |
| 2001–02  | SAS    | 23  | 1   | 9.9  | .374 | .250 | .706 | 1.1 | .5  | .7  | .1  | 3.9  |
| 2002–03† | SAS    | 80  | 58  | 28.2 | .435 | .320 | .760 | 3.6 | 2.3 | 1.6 | .4  | 11.8 |
| 2003–04  | ATL    | 80  | 78  | 36.8 | .425 | .340 | .785 | 4.6 | 3.1 | 1.8 | .3  | 18.1 |
| 2004–05  | IND    | 51  | 49  | 35.4 | .403 | .360 | .830 | 4.9 | 2.3 | 1.3 | .3  | 18.7 |
| 2005–06  | IND    | 81  | 81  | 35.9 | .411 | .345 | .786 | 3.9 | 2.8 | 1.3 | .5  | 16.4 |
| 2006–07  | IND    | 37  | 32  | 32.1 | .419 | .297 | .822 | 2.6 | 3.1 | .9  | .5  | 14.1 |
| 2006–07  | GSW    | 38  | 37  | 34.0 | .446 | .341 | .804 | 3.3 | 4.6 | 1.3 | .4  | 16.8 |
| 2007–08  | GSW    | 73  | 73  | 39.1 | .405 | .363 | .832 | 4.4 | 4.1 | 1.3 | .4  | 20.1 |
| 2008–09  | GSW    | 59  | 59  | 39.6 | .414 | .338 | .826 | 5.1 | 6.5 | 1.5 | .5  | 20.7 |
| 2009–10  | GSW    | 9   | 9   | 33.3 | .421 | .275 | .703 | 3.9 | 4.7 | 1.6 | .7  | 16.6 |
| 2009–10  | CHA    | 72  | 72  | 39.3 | .423 | .334 | .786 | 5.1 | 3.6 | 1.6 | .5  | 21.1 |
| 2010–11  | CHA    | 67  | 67  | 35.9 | .411 | .337 | .816 | 4.5 | 3.6 | 1.2 | .4  | 18.5 |
| 2011–12  | MIL    | 26  | 13  | 27.4 | .357 | .278 | .833 | 3.2 | 3.0 | 1.0 | .2  | 10.5 |
| 2011–12  | SAS    | 21  | 1   | 23.8 | .405 | .306 | .815 | 3.9 | 2.0 | 1.3 | .3  | 8.9  |
| 2012–13  | SAS    | 55  | 6   | 19.5 | .373 | .271 | .700 | 2.8 | 1.5 | .7  | .3  | 6.2  |
| 2013–14  | LAC    | 9   | 0   | 11.9 | .231 | .071 | .500 | 1.1 | 0.6 | .7  | .1  | 1.7  |
| Career   | Career | 858 | 676 | 31.9 | .414 | .333 | .798 | 3.9 | 3.1 | 1.3 | .4  | 15.1 |

### プレーオフ
| シーズン | チーム | GP | GS | MPG  | FG%  | 3P%  | FT%  | RPG | APG | SPG | BPG | PPG  |
| -------- | ------ | -- | -- | ---- | ---- | ---- | ---- | --- | --- | --- | --- | ---- |
| 2003†    | SAS    | 24 | 24 | 33.8 | .414 | .336 | .803 | 4.1 | 2.7 | 1.4 | .4  | 12.8 |
| 2005     | IND    | 13 | 13 | 36.3 | .393 | .317 | .817 | 3.8 | 2.2 | 1.9 | .5  | 16.1 |
| 2006     | IND    | 6  | 6  | 37.8 | .366 | .231 | .778 | 4.5 | 3.3 | .7  | .2  | 13.3 |
| 2007     | GSW    | 11 | 11 | 41.3 | .379 | .361 | .816 | 3.6 | 3.6 | 2.0 | .7  | 19.9 |
| 2010     | CHA    | 4  | 4  | 39.0 | .358 | .167 | .808 | 5.0 | 3.8 | 1.3 | .3  | 18.0 |
| 2012     | SAS    | 14 | 0  | 21.4 | .535 | .605 | .933 | 2.0 | 1.7 | .6  | .2  | 8.3  |
| Career   | Career | 72 | 58 | 33.6 | .404 | .355 | .816 | 3.7 | 2.7 | 1.4 | .4  | 13.9 |

## コート内外での騒動
これまでジャクソンはコート内外で複数の騒動（事件、問題）を起こしている。

### パレスの騒動
2004-2005シーズンの2004年11月19日、ジャクソンはデトロイト・ピストンズ戦で起こった事件（乱闘）の当事者の一人になってしまう。この名称はホームコート「パレス・オブ・オーバーンヒルズ」で起こったことに由来する。元々はベン・ウォーレスとロン・アーテストの小競り合いが発端となって起きた乱闘である。しかしファンの行為に激昂したアーテストが客席に突入して男性を殴ったことで、事は事件に発展。アーテストのチームメイトであるジャクソンもまた客席に突入して別の男性を右フックで殴り倒してしまった。この全米スポーツ史の中で最も悪名高き乱闘劇と揶揄される事件で、ジャクソンは30試合の出場停止処分などを受けた。以前から試合中のテクニカルファウルが多い選手ではあったものの、この事件以降、ジャクソンには問題児のレッテルが張られてしまう（尚、事件の詳細はインディアナ・ペイサーズやロン・アーテストの項を参照のこと）。

### インディアナポリスの騒動
2006年10月6日早朝、インディアナポリスのストリップクラブで、ジャクソンはまたしてもトラブルを引き起こした。事件に巻き込まれたのは、ジャマール・ティンズリー、マーキス・ダニエルズ、ジミー・ハンターとジャクソンを加えた4人。男性3人と喧嘩となり、ジャクソンは殴られて車に轢かれたという。
当初、ジャクソンは自己防衛として拳銃による5発の発砲騒ぎを起こした。しかし後日、検察官の証言によって発砲が最初だったことが判明した 。
男性は逮捕され、ジャクソンは「暴行罪」や「風紀を乱す行為の罪」など3つの罪で起訴された。「パレスの騒動」による執行猶予中の出来事だった。

## タトゥー
タトゥー愛好家であり、オフシーズン毎にいれている。初めてのタトゥーは、18歳のとき左腕にバスケットボールとイニシャルの「SJ」をいれた。
お気に入りのタトゥーは、背中にニックネームの「JACK」という文字とダイヤモンドのタトゥーである。
また腹部に、教会を背景に、祈りを捧げている手に拳銃が握り締められているタトゥーをいれている。これは、上記にもあるインディアナの騒動で銃を発砲し逮捕されたため「2度と銃は使わない」という思いが込められている。